# Sárga kövirózsa
A sárga kövirózsa (Sempervivum globiferum subsp. hirtum) a kőtörőfű-virágúak (Saxifragales) rendjébe, ezen belül a varjúhájfélék (Crassulaceae) családjába és a fáskövirózsa-formák (Sempervivoideae) alcsaládjába tartozó gömbös kövirózsa (Sempervivum globiferum) egyik alfaja.
Egyes rendszerezők szerint a vitatott létjogosultságú Jovibarba nemzetségbe tartozik, Jovibarba hirta (L.) Opiz név alatt, mint önálló faj, azonban manapság egyre többen a gömbös kövirózsa alfajaként tartják számon.

## Előfordulása
A keleti Alpokban, Olaszországban, Ausztriában, az egykori Csehszlovákiában, a Balkán-félszigeten (északnyugati területek) és a Kárpát-medencében őshonos. Magyarországon is él, például a Dunántúli-középhegység dolomit dombjain, sziklaletörésein.

## Megjelenése
Rozettáinak átmérője általában 1,5–3 centiméter. Levelei világoszöldek, vörös csúccsal, azonban szárazság esetén ezek nagy része vörösen pigmentált és egymásra borul. Esők után rozettái kinyílnak, a növény zöldebbé válik. A fiókhajtások fél centiméteresek, gömbölyűek és könnyen elgurulnak, így az új sarjtelepek már valahol máshol jönnek létre. Virágait 15–20 centiméteres szárakon hozza, ami segíti a magok terjedését. Ennek az a jelentősége, hogy sarjai a gravitációnak megfelelően csak valamivel lejjebb tudnak meggyökeresedni, ugyanakkor a sárga kövirózsa számára a feltételek főként a sziklakiugrásokon adottak.

## Élőhelyi igényei, termesztése
Mivel a dolomitsziklagyepek növénye elsősorban, ezért extrém szárazságtűrő és a bázikus talajokat tolerálja. Magyarországon teljesen téltűrő. A pangó vizet nem szereti. Igen vékony váztalajon, főként sziklarepedésekben él, ahol nincsenek konkurensek. A leváló sarjakkal könnyen szaporítható.